# جويل ثورن
جويل ثورن (بالإنجليزية: Joel Thorne)‏ هو مهندس أمريكي، ولد في 16 أكتوبر 1914 في نيويورك في الولايات المتحدة، وتوفي في 17 أكتوبر 1955.

## وصلات خارجية
- جويل ثورن على موقع IMDb (الإنجليزية)